# 구바 마사토모
구바 마사토모(일본어: 久場 政朋, 1984년 11월 21일 ~ )는 일본의 전 축구 선수이다. 과거 도쿄 베르디에서 활동하였다.

## 구단 경력
2003년 J1리그의 도쿄 베르디에 입단했다. 2005년후 J2리그에 강등했다. 2006년까지 26경기에 출전하여, 1득점을 넣었다. 2006년후 현역 은퇴.

## 국가대표팀 경력
그는 2001년 FIFA U-17 세계 축구 선수권 대회에 참가할 일본 U-17 국가대표팀에 발탁되었으며, 2경기에 출전했다.